# Oestrum

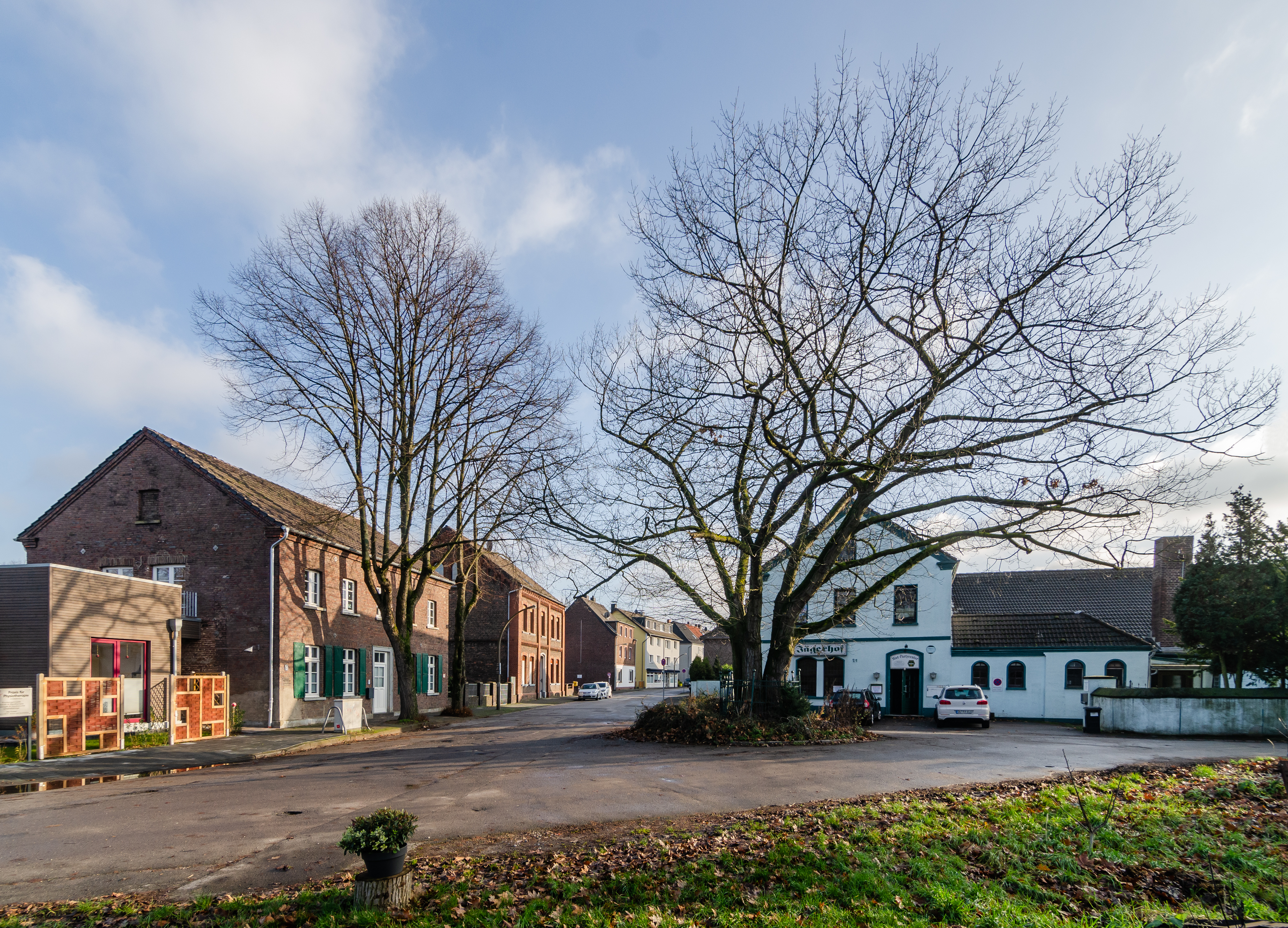
Historischer Dorfkern: Denkmalgeschützter Dorfplatz mit Friedenseiche, Bauernhäusern und Gastwirtschaft „Jägerhof“

Oestrum ist ein Ortsteil der Stadt Duisburg in Nordrhein-Westfalen. Bis 1921 war Oestrum eine eigenständige Gemeinde im damaligen Kreis Moers.

## Geographie
Oestrum bildet heute ein Wohnquartier innerhalb des Duisburger Stadtteils Bergheim, der zum Stadtbezirk Rheinhausen gehört. Es umfasst den Gebietsstreifen zwischen der Moerser Straße und der L 237, dem Autobahnzubringer Rheinhausen. Der nordwestliche Teil dieses Gebietsstreifens wird Burgfeld genannt.
Zur ehemaligen Gemeinde Oestrum gehörten auch Trompet und Gebiete die heute Bergheim zugerechnet werden. Die ehemalige Gemeinde Oestrum besaß eine Fläche von 2,73 km².

## Geschichte
Oestrum bildete seit dem 19. Jahrhundert eine Landgemeinde in der Bürgermeisterei Hochemmerich. Diese gehörte bis 1857 zum Kreis Geldern und seit 1857 zum Kreis Moers. Am 1. April 1921 wurde Oestrum zusammen mit der Nachbargemeinde Bergheim in die Gemeinde Hochemmerich eingegliedert. Die so vergrößerte Gemeinde Hochemmerich wiederum wurde 1923 mit der Gemeinde Friemersheim zur neuen Gemeinde Rheinhausen zusammengeschlossen. Das 1934 zur Stadt erhobene Rheinhausen wurde 1975 Teil der Stadt Duisburg.

## Einwohnerentwicklung
| Jahr | Einwohner | Quelle |
| ---- | --------- | ------ |
| 1832 | 372       | [ 7 ]  |
| 1864 | 562       | [ 8 ]  |
| 1871 | 574       | [ 9 ]  |
| 1885 | 732       | [ 4 ]  |
| 1910 | 1458      | [ 10 ] |
| 2011 | 2118      | [ 1 ]  |

## Baudenkmäler
Auf dem ehemaligen Gemeindegebiet von Oestrum stehen das Bauernhaus Asberger Straße 59 (abgerissen), der Schürenhof (Burgfeld 49), der Cleefsche Hof (Burgfeld 129), die Wohngebäude Eichenstraße 7 und 28 sowie die sogenannte „Friedenseiche“ mit Baumscheibe und historischem Einfriedungsgitter sowie dem Platz als Zentrum unter Denkmalschutz.

## Bildergalerie

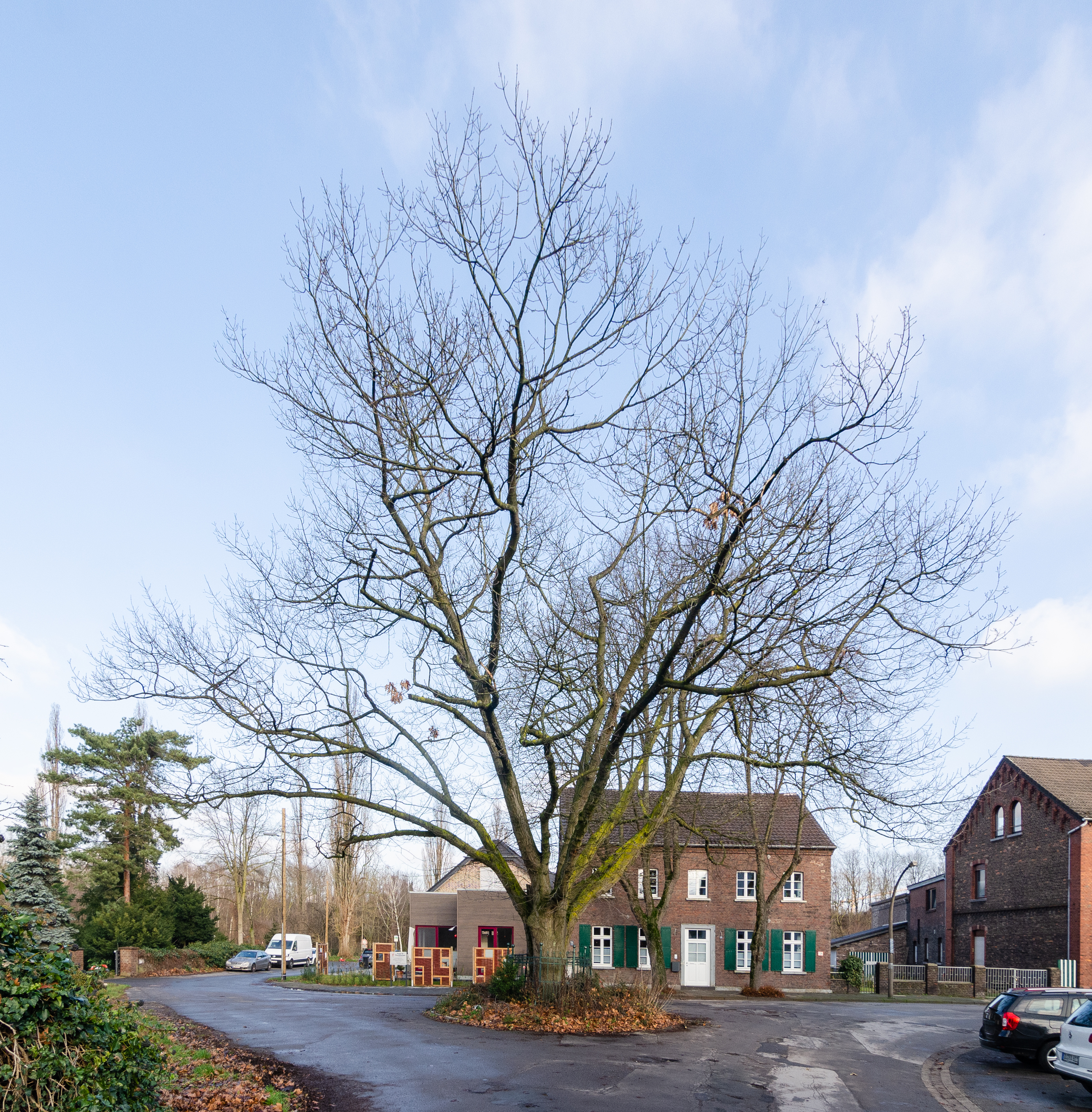
Friedenseiche (um 1871) ohne Blätter im Winter…
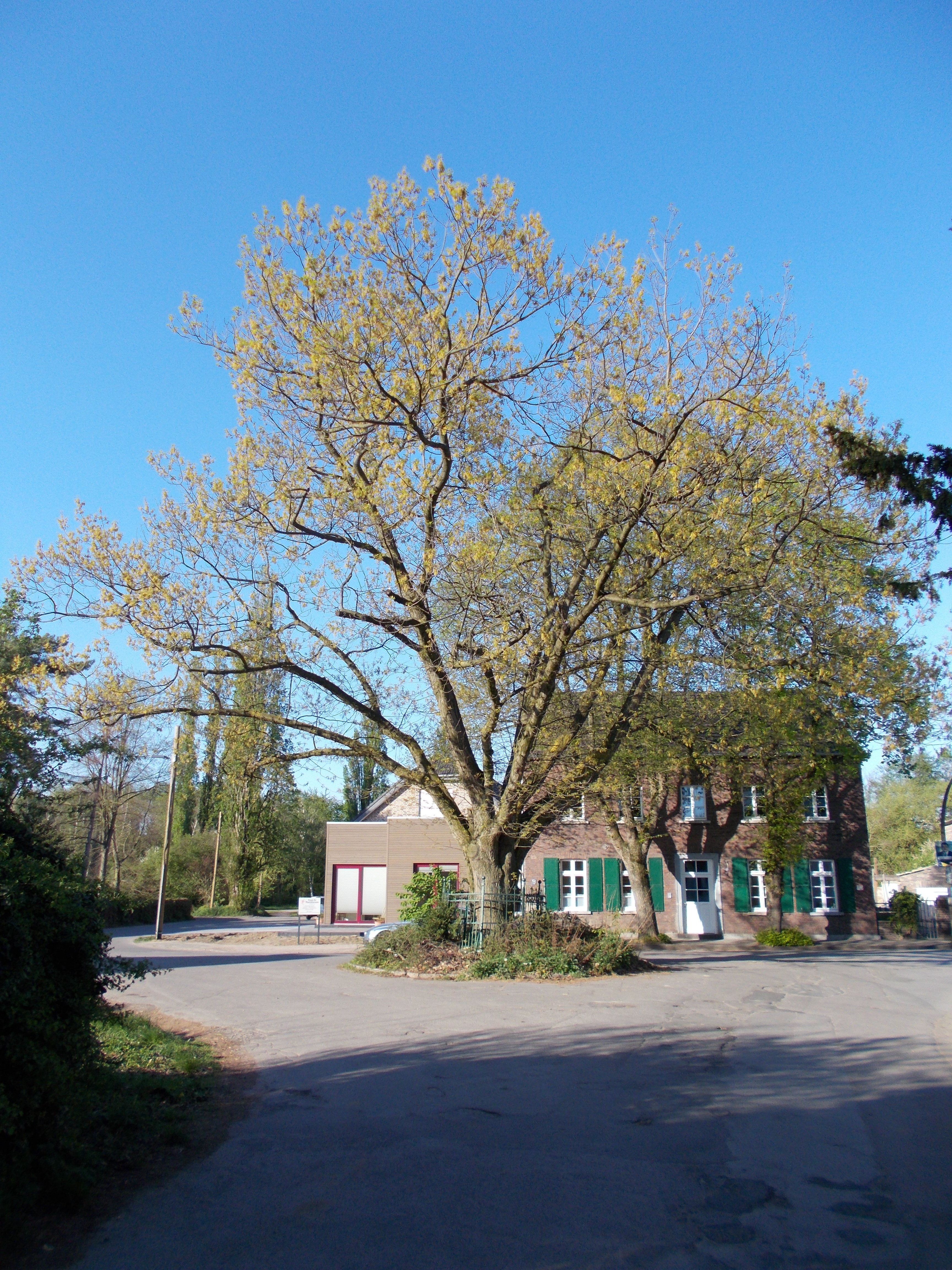
…und mit Blättern im Frühjahr
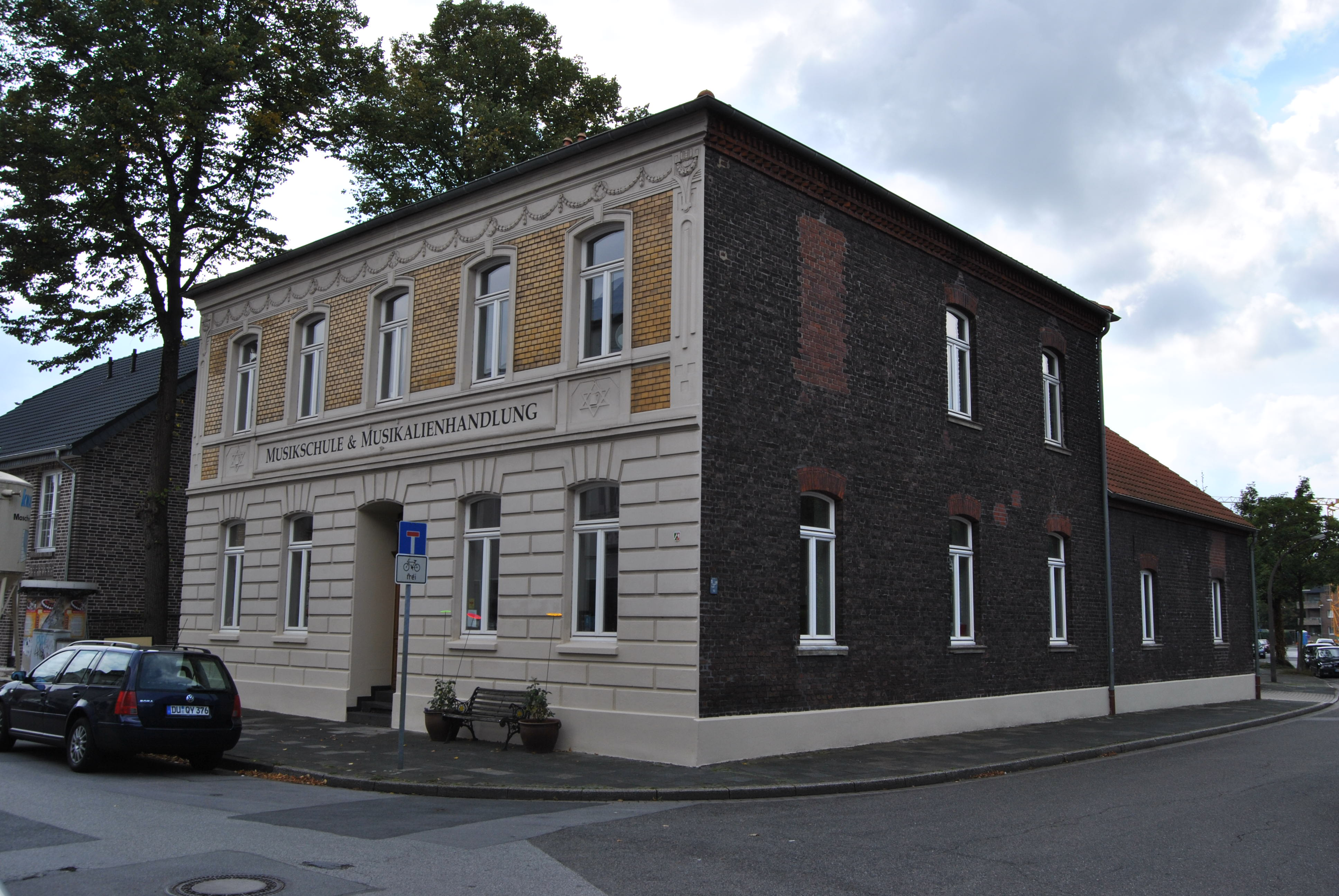
Eichenstraße 7, ursprünglich Wohnhaus mit Gastwirtschaft (1894), heute Musikschule
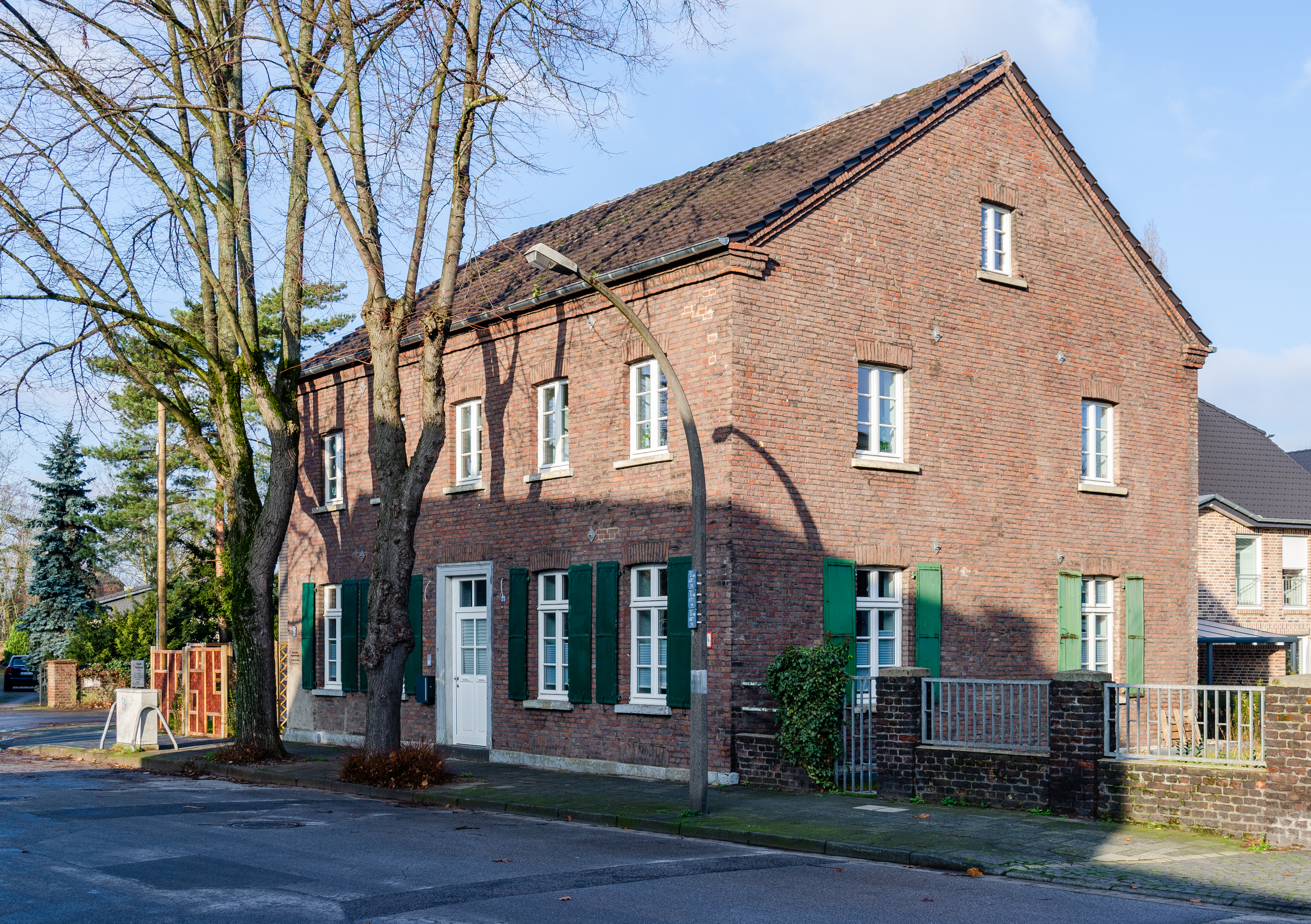
Eichenstraße 28, Wohnhaus (um 1860) einer ehemaligen Hofanlage
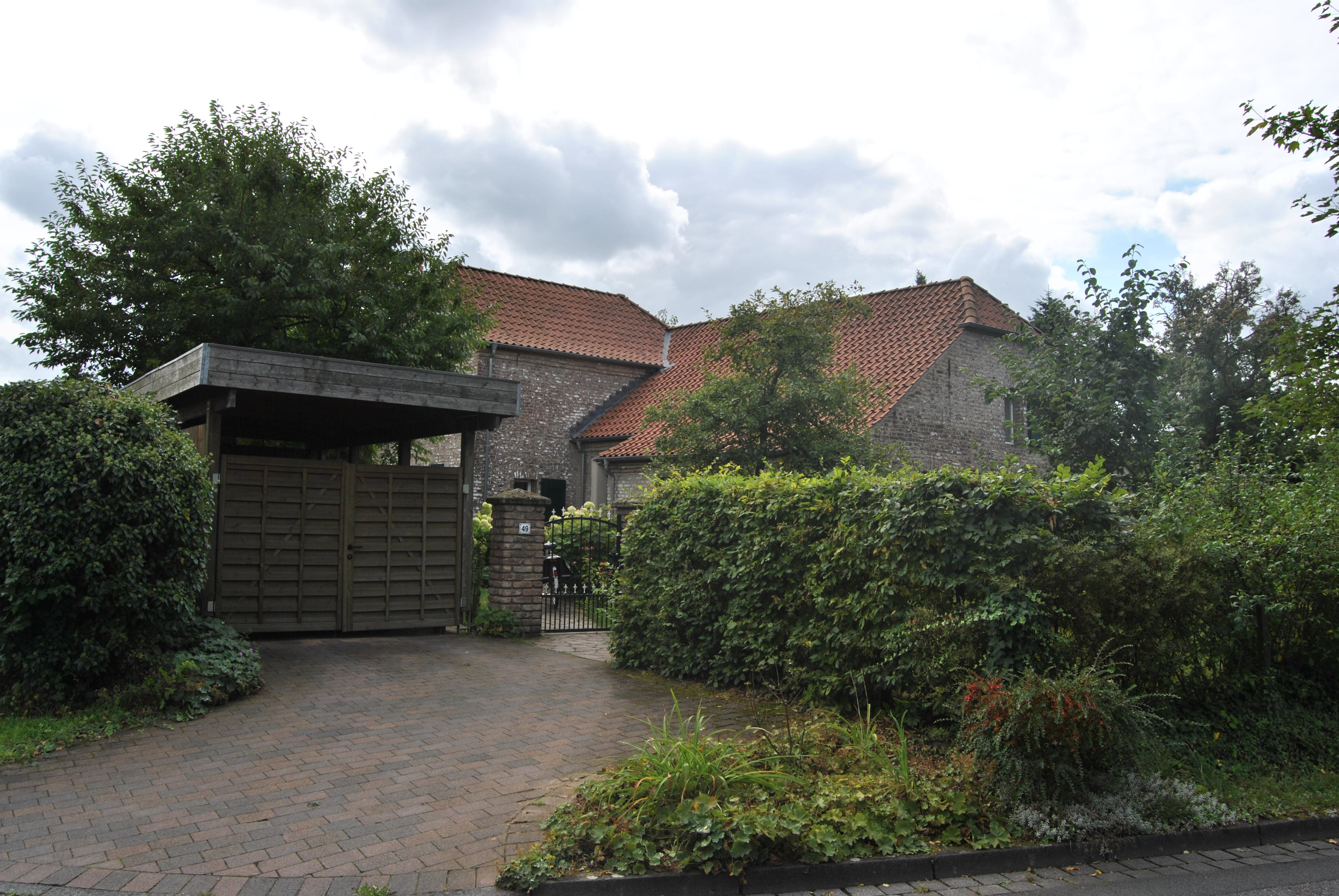
Schürenhof (18. Jh.)
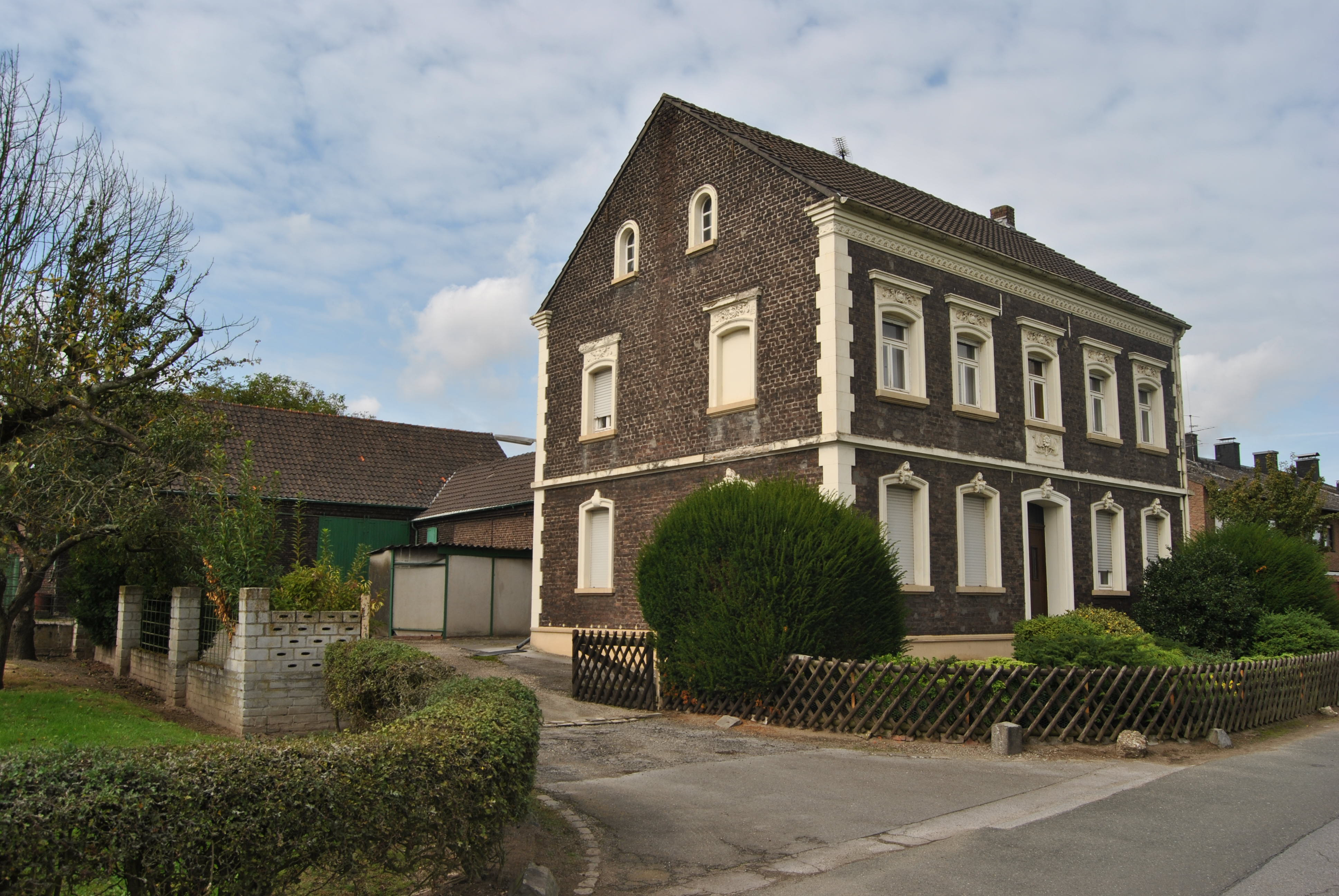
Cleefsche Hof (1877)
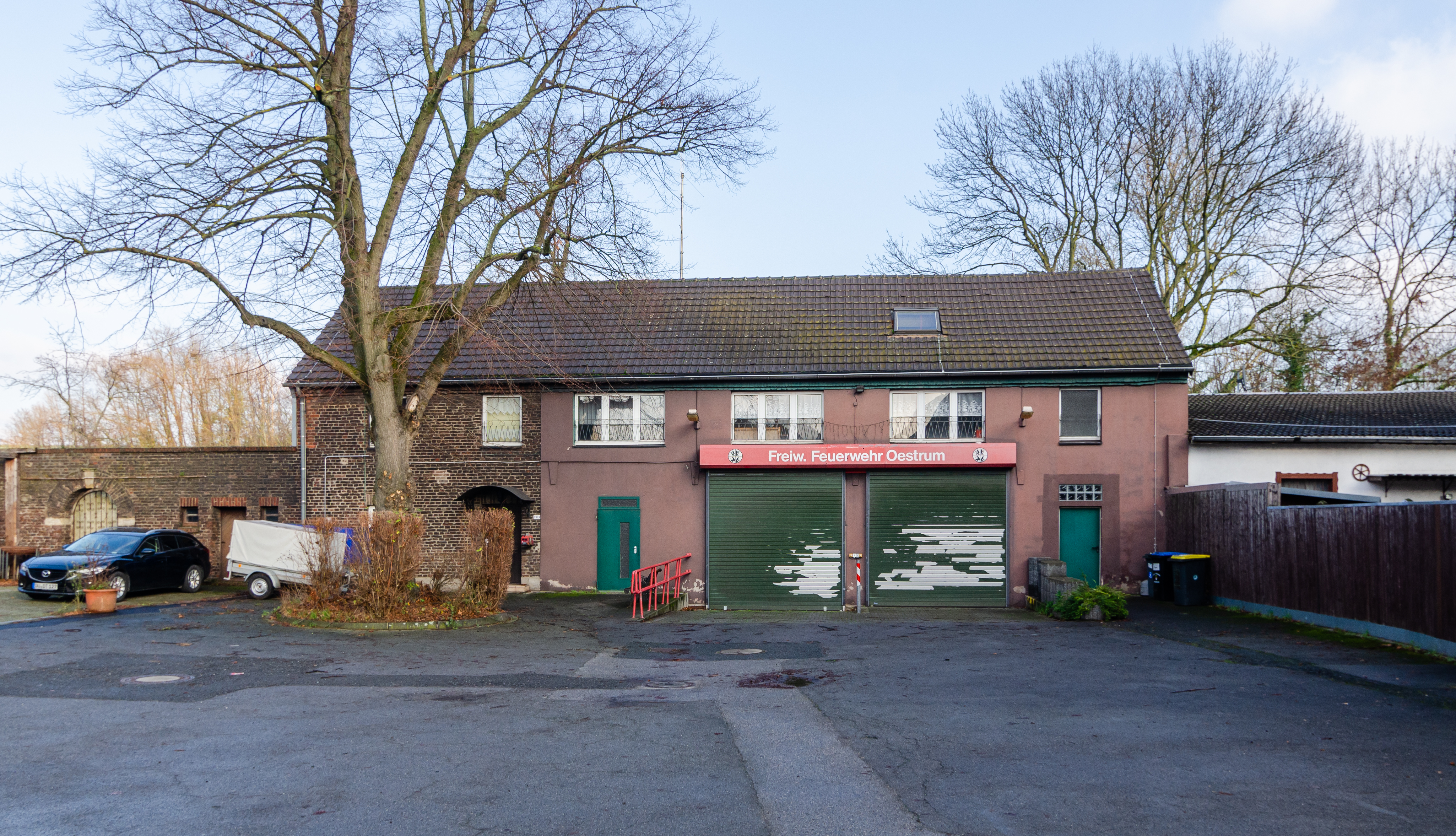
Feuerwehrhaus des Löschzugs Oestrum